# Zelotes ernsti
Zelotes ernsti är en spindelart som först beskrevs av Simon 1893.  Zelotes ernsti ingår i släktet Zelotes och familjen plattbuksspindlar.
Artens utbredningsområde är Venezuela. Inga underarter finns listade.